# آمیگااواس
آمیگااواس (به انگلیسی: AmigaOS) یک سیستم‌عامل انحصاری برای رایانه‌های شخصی آمیگا و سیستم‌عامل بومی این سکو است. این سیستم اولین بار توسط کمودور اینترنشنال توسعه یافت و با روانه شدن اولین سری آمیگا به بازار در سال ۱۹۸۵، سری آمیگا ۱۰۰۰ معرفی شد. نسخه‌های اولیه از این سیستم‌عامل، نیازمند ریزپردازنده‌های ۳۲-بیتی و ۶۴-بیتی موتورولا ۶۸۰۰۰ بودند. نسخه‌های بعدی این سیستم توسط Haage & Partner و Hyperion Entertainment توسعه داده شدند. نسخه‌های اخیر این سیستم، به یک پردازنده پاورپی‌سی نیاز دارند.